# Loren Morón
Lorenzo Jesús Morón García, dit Loren Morón, né le 30 décembre 1993 à Marbella (Espagne), est un footballeur espagnol, qui évolue au poste d'attaquant à l'Aris Salonique.
Il est le fils du footballeur Lorenzo Morón.

## Biographie

### En club
Lors de l'été 2012, il signe son premier contrat pro avec l'UD Marbella (actuellement Marbella FC), avant de rejoindre en prêt l'Unión Estepona pour une saison. Il dispute son premier match avec l'Unión Estepona le 1er septembre 2012, face au CD El Palo, en entrant en cours de jeu (défaite 1-0 au Stade Municipal Francisco Muñoz Pérez). Ce match entre dans le cadre du championnat d'Espagne de division 4. Il marque son premier but le 30 septembre 2012, face au Vélez CF, en match de championnat (victoire 4-1 à domicile). À la fin du match, il déclare lors d'un interview que son premier but est voué à sa famille. À la fin de la saison, il totalise un bilan de 15 matchs et deux buts, lui valant une place au sein de l'effectif du club de Division 4 du Marbella FC.
Après une saison passée du côté du club andalou, avec un total de deux matchs pour trois réalisations et une promotion en Division 3, il est prêté, en 2014, au Vélez CF pour une saison.
Le 29 janvier 2015, il quitte le Marbella FC et rejoint le Real Betis, mais se trouve directement reversé au sein de l'équipe réserve du Betis évoluant en Division 3, le Real Betis B. Le 20 juin 2016, après 13 buts en championnat malgré une relégation en Division 4, il prolonge son contrat jusqu'en juin 2018.
Le 30 janvier 2018, il est promu au sein de l'équipe première du Real Betis, qui évolue en Liga, et prolonge, par la suite, son contrat jusqu'en 2021. Loren Morón dispute son premier match avec les Verdiblancos le 3 février 2018, face au Villarreal CF, lors du championnat 2017-2018. Lors de ce succès 2-1 sur la pelouse du Stade Benito-Villamarín, il commence ce match en tant que titulaire, en étant accompagné de Rubén Castro sur le front de l'attaque. Son premier match est marqué par un doublé. Il inscrit ainsi ses premiers buts avec le Betis et offre la victoire aux siens. Il termine la saison avec 15 matchs pour sept buts inscrits. Malgré plusieurs sollicitations de clubs européens lors du mercato estival 2018, il décide finalement de prolonger son contrat avec le Betis Balompié jusqu'en 2022.
Le 25 août 2021, il est prêté un an avec option d'achat à l'Espanyol de Barcelone.
Le 21 juillet 2023, il quitte le Real Betis et rejoint l'Aris Salonique jusqu'en juin 2025.